# Felicia Garza
Felicia Garza (Texas, 7 de septiembre de 1940) es una compositora y cantante mexicana-estadounidense con una larga trayectoria artística. Es creadora de éxitos en festivales de música y temas de telenovelas y series. Después de muchos años de carrera artística en 2014, con 74 años, hizo pública su identidad de género como mujer transgénero. 
Fue ganadora del Festival OTI de la Canción, como compositora.

## Biografía
Felicia nació en San Antonio, Texas, en una familia mexicana de ascendencia española. Sus padres fueron los artistas Eva Garza, cantante y actriz, y Felipe "el Charro" Gil, con quienes vivió en Nueva York hasta los 13 años. Por el lado paterno, Felicia desciende de una familia estrechamente vinculada con la música popular en México: los hermanos Martínez Gil, Alfredo El Güero Gil, integrante de Los Panchos, y el compositor Chucho Martínez Gil.
Desde 1983 fue una de las principales ejecutivas de la Sociedad de Autores y Compositores Mexicanos (SACM), donde ejerció el cargo de vicepresidenta operativa entre 2007 y 2015. 

## Carrera
Se dio a conocer en la década del 60 con el pseudónimo Fabricio Garza e interpretando rock and roll. Durante esta etapa ganó mucha popularidad, llegando a hacer cine, televisión y teatro por toda Latinoamérica. Trabajó con los comediantes Chespirito, Viruta y Capulina.

### Festival OTI y otros premios
Ha ganado tres veces el prestigioso Festival OTI como compositora: en 1973 por su composición «La canción del hombre», cantada por Gualberto Castro, en 1975 con «La felicidad» y en 1981 con «Lo que pasó, pasó», cantada en ese festival por el cantante Yoshio. En 1975 también ganó el Festival Internacional de la Voz y la Canción de Puerto Rico con su composición «El río» cantada por Manoella Torres.

### Canciones destacadas
- «La felicidad» (balada)
- «Lo que pasó, pasó»

### Música para telenovelas
- «Yara»
- «Acompáñame»
- «Al rojo vivo»
- «Espejismo»
- «El maleficio»